# Komitat Sohl
Das Komitat Zólyom, auch Komitat Sohl genannt (deutsch auch Sohler Gespanschaft; ungarisch Zólyom vármegye, lateinisch comitatus Zoliensis, slowakisch Zvolenská stolica/župa, Zvolenský komitát), war eine Verwaltungseinheit im Norden des Königreichs Ungarn. Verwaltungssitz war zuletzt Besztercebánya (Neusohl, slowakisch Banská Bystrica)
Das Gebiet liegt in der heutigen Mittelslowakei.

## Geographie

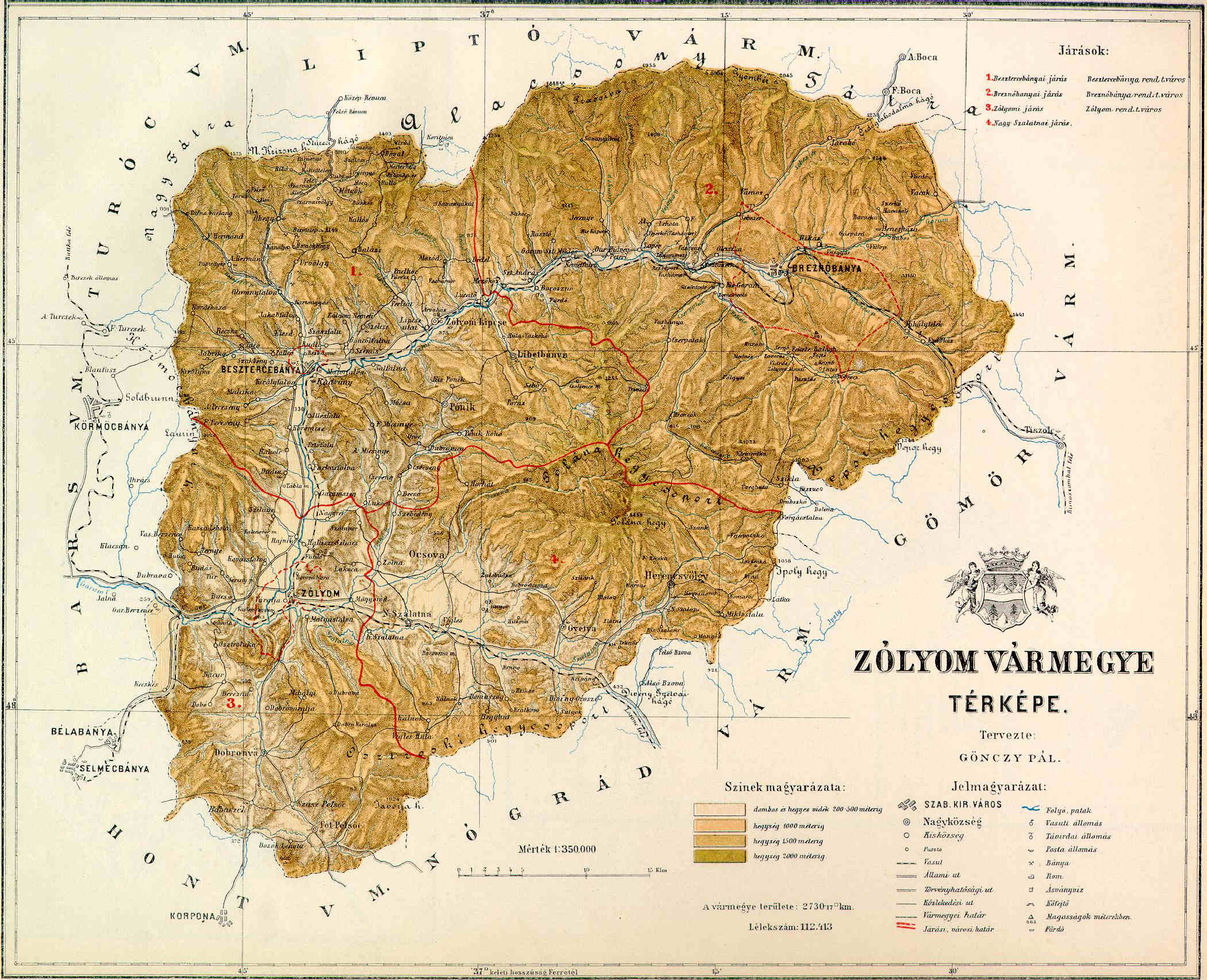
Karte des Komitats Zólyom um 1890

Das Komitat Sohl grenzte im Nordwesten an das Komitat Turóc, im Norden an das Komitat Liptau (Liptó), im Nordosten an das Komitat Gemer und Kleinhont (Gömör és Kis-Hont), im Südosten an das Komitat Neograd (Nógrád), im Süden an das Komitat Hont und im Westen an das Komitat Bars. Das Gebiet des Komitats erstreckte sich entlang des mittleren Teils des Flusses Garam, zwischen Korpona (nicht zum Komitat gehörend) und Breznóbánya (zum Komitat gehörend) und hatte 1910 133.653 Einwohner auf einer Fläche von 2634 km².
Das große Komitat war vom Bergbau geprägt. Mit „Sohl“ ist aus heutiger Sicht „Altsohl“, d. h. die Stadt Zólyom (heute Zvolen) gemeint. Die benachbarte Stadt Neusohl (Besztercebánya, heute Banská Bystrica) entstand etwas später.

## Verwaltungssitze
Der Verwaltungssitz des Komitats war ursprünglich die sogenannte Pusztavár („wüste Burg“, heute eine Ruine in der Nähe von Zvolen), ab dem späten 15. Jahrhundert dann das Schloss Altsohl und ab zirka 1760 die Stadt Besztercebánya

## Geschichte
Das Komitat Sohl entstand im 12. Jahrhundert, als der Großteil des Gebietes durch das Königreich Ungarn erobert worden war, aus einer sehr großen königlichen Besitzung, dem Sohler Dominium. Ursprünglich gehörten zu diesem Gebiet unter anderem auch die Komitate Komitat Árva, Turóc und Liptau; diese wurden erst im frühen 14. Jahrhundert gegründet.
Ende 1918 wurde das Gebiet von der Tschechoslowakei besetzt, was durch den Vertrag von Trianon 1920 völkerrechtlich bestätigt wurde. Dort bestand es als Zvolenská župa bis 1928 weiter, allerdings wurde das Gebiet 1923 deutlich erweitert (in etwa auf das Gebiet des heutigen Banskobystrický kraj).
Während der Unabhängigkeit der Slowakei in den Jahren 1939 bis 1945 entstand 1940 die Graner Gespanschaft (slowakisch Pohronská župa), die ungefähr in die Grenzen des ehemaligen Komitats hatte, und als Hauptstadt wurde Banská Bystrica festgelegt.
Nach der Wiederherstellung der Tschechoslowakei nach dem Zweiten Weltkrieg wurde die Region 1949 zusammen mit den bei der Slowakei verbliebenen Teilen von Hont und Gemer zum Neusohler Landschaftsverband (Banskobystrický kraj) zusammengeschlossen. Nach der neuerlichen Auflösung der Tschechoslowakei im Jahre 1993 wurde das Gebiet Teil der Slowakei.
Das Gebiet des Komitats wurde chronologisch wie folgt administrativ eingegliedert:
- 1918–1928: Zvolenská župa ((Alt-)Sohler Gespanschaft), CS
- 1928–1939: Slovenská krajina/zem (Slowakisches Land), CS
- 1940–1945: Pohronská župa (Graner Gespanschaft), SK
- 1945–1948: Slovenská krajina (Slowakisches Land), CS
- 1949–1960: Banskobystrický kraj (Neusohler Landschaftsverband – mit dem heutigen nicht zu verwechseln), CS
- 1960–1990: Stredoslovenský kraj (Mittelslowakischer Landschaftsverband), CS
- seit 1996: Banskobystrický kraj (Neusohler Landschaftsverband), SK

## Bezirksunterteilung

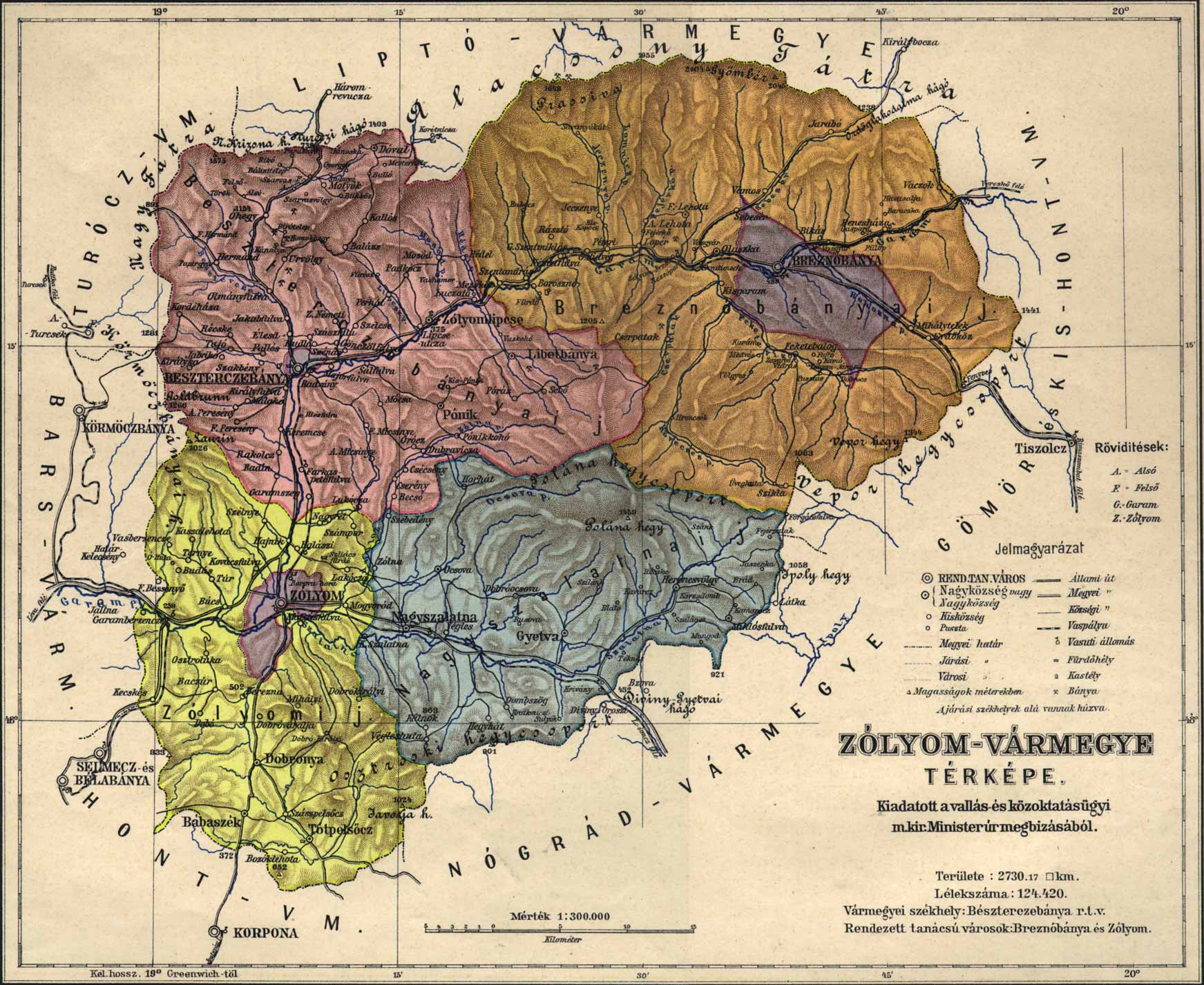
Administrative Karte

Die Gespanschaft bestand im frühen 20. Jahrhundert aus folgenden Stuhlbezirken (nach dem Namen des Verwaltungssitzes benannt):
| Stuhlbezirke (járás)                     | Stuhlbezirke (járás)                  |
| Stuhlbezirk                              | Verwaltungssitz                       |
| ---------------------------------------- | ------------------------------------- |
| Besztercebánya                           | Besztercebánya, heute Banská Bystrica |
| Breznóbánya                              | Breznóbánya, heute Brezno             |
| Zólyom                                   | Zólyom, heute Zvolen                  |
| Nagyszalatna                             | Nagyszalatna, heute Zvolenská Slatina |
| Stadtbezirke (rendezett tanácsú városok) |                                       |
| Besztercebánya, heute Banská Bystrica    |                                       |
| Breznóbánya, heute Brezno                |                                       |
| Zólyom, heute Zvolen                     |                                       |